# Пеницилламин
Пеницилламин — комплексообразующее химическое соединение, обладает также противовоспалительной и иммуносупрессивной активностью при аутоиммунных заболеваниях. Эффективен при ревматизме.
Пеницилламин входит в перечень ЖНВЛП.

## Фармакологическое действие
Комплексообразующее соединение. Образует хелатные комплексы с ионами меди, ртути, свинца, железа, мышьяка, кальция, цинка, кобальта, золота. При взаимодействии с аминокислотой цистеином образует дисульфид, обладающий значительно большей растворимостью, чем цистеин. Предполагают, что пеницилламин оказывает влияние на различные звенья иммунной системы (подавление Т-хелперной функции лимфоцитов, торможение хемотаксиса нейтрофилов и выделения ферментов из лизосом этих клеток, усиление функции макрофагов). Обладает способностью нарушать синтез коллагена, расщепляя перекрёстные связи между вновь синтезирующимися молекулами тропоколлагена. Кроме того, пеницилламин является антагонистом пиридоксина (витамина B6).

## Фармакокинетика
После приёма внутрь абсорбция из ЖКТ составляет около 50 %. Максимальная абсорбция наблюдается при приёме пеницилламина через 1,5 ч после еды. Неизмененный пеницилламин и его метаболиты выводятся почками и через кишечник. В течение 24 ч выводится около 60 %.
В настоящее время не имеется удовлетворительного метода определения уровня пеницилламина в плазме крови.

## Показания
Болезнь Коновалова — Вильсона (гепатоцеребральная дистрофия), цистинурия, ревматоидный артрит.

## Режим дозирования
Устанавливают индивидуально, с учётом показаний и реакции пациента на лечение. Разовая доза — не более 500 мг.
При болезни Коновалова — Вильсона суточная доза для взрослых составляет 0,75-1,5 г. Доза считается эффективной, если суточная экскреция меди с мочой (после первой недели лечения) превышает 2 мг. В дальнейшем адекватность дозы определяют на основании измерения уровня свободной меди в сыворотке крови (он должен быть менее 10 мкг/мл). В отдельных случаях доза может составить 2 г/сут и более. Для детей — 20 мг/кг/сут в разделённых дозах, минимальная доза — 500 мг/сут.
При цистинурии суточная доза для взрослых составляет 1—4 г (в среднем 2 г), для детей — 30 мг/кг. Суточную дозу распределяют на 4 приёма, большую разовую дозу принимают на ночь. Дозу подбирают индивидуально на основании определения экскреции цистеина с мочой (оптимальным считается уровень, не превышающий 100—200 мг/сут у пациентов с отсутствием признаков мочекаменной болезни и не превышающий 100 мг/сут у больных, имеющих мочекаменную болезнь). Во время лечения необходимо обильное питьё, особенно важно принимать дополнительное количество жидкости (не менее 0,5 л) непосредственно перед сном и ночью.
При ревматоидном артрите начальная доза составляет 125—250 мг/сут. Затем, в случае хорошей переносимости, дозу повышают на 125 мг каждые 1-2 мес. Первые признаки лечебного эффекта отмечаются обычно не ранее 3-го месяца постоянного приёма. Если к этому времени лечебный эффект отсутствует, при условии хорошей переносимости, дозу продолжают постепенно увеличивать (на 125 мг через каждые 1—2 мес). При отсутствии лечебного эффекта к 6 мес терапии пеницилламин отменяют. При достижении удовлетворительного эффекта постоянный приём пеницилламина в той же дозе продолжают в течение длительного времени. Считается, что при ревматоидном артрите эффективность пеницилламина в низких (250—500 мг/сут) и в высоких (750 мг/сут и более) дозах одинакова, однако у отдельных пациентов эффективны лишь высокие дозы.
Для детей при ревматоидном артрите начальная доза составляет 2,5-5 мг/кг/сут, поддерживающая доза — 15—20 мг/кг/сут.
Принимают натощак, не менее чем за 1 ч до приёма или через 2 ч после приёма пищи, а также не ранее чем через 1 ч после приёма любых других лекарственных средств.

## Побочное действие
- Со стороны пищеварительной системы: анорексия, тошнота, рвота, диарея, афтозный стоматит, глоссит; редко — гепатит, внутрипеченочный холестаз, панкреатит.
- Со стороны ЦНС и периферической нервной системы: полная потеря или искажение вкусовых ощущений; редко — обратимый полиневрит (связанный с дефицитом витамина B6).
- Со стороны мочевыделительной системы: редко — нефрит.
- Со стороны системы кроветворения: редко — эозинофилия, тромбоцитопения, лейкопения; анемия (апластическая или гемолитическая), агранулоцитоз.
- Со стороны эндокринной системы: редко — увеличение молочных желез иногда с развитием галактореи (у женщин).
- Со стороны дыхательной системы: редко — интерстициальный пневмонит, диффузный фиброзирующий альвеолит, синдром Гудпасчера.
- Со стороны костно-мышечной системы: редко — миастения, полимиозит, дерматомиозит.
- Кожа и её придатки: аллергические реакции: кожная сыпь, редко — эпидермальный некролиз, аллергический альвеолит, лихорадка; редко — алопеция.
- Волчаночноподобные реакции (артралгии, миалгии, эритематозная сыпь, появление антинуклеарных антител и антител к ДНК в крови).

## Противопоказания
Лактация (грудное вскармливание); повышенная чувствительность к пеницилламину.

## Беременность и лактация
При беременности у пациентов с болезнью Коновалова — Вильсона или цистинурией продолжают лечение пеницилламином в дозе не более 1 г/сут, у больных с ревматоидным артритом пеницилламин отменяют.
При необходимости применения пеницилламина в период лактации следует прекратить грудное вскармливание.

## Особые указания
Учитывая возможность развития серьёзных, иногда угрожающих жизни побочных реакций (особенно частых у больных с ревматоидным артритом), пеницилламин применяют только при условии постоянного медицинского наблюдения. Во время лечения следует контролировать анализ мочи и клинический анализ крови 1 раз в 2 недели в течение первых 6 мес лечения, в дальнейшем — ежемесячно; 1 раз в 6 мес контролируют функцию печени.
При болезни Коновалова — Вильсона или цистинурии одновременно с пеницилламином назначают для постоянного приёма витамин B6 (в связи с диетическими ограничениями, применяющимися для лечения этих заболеваний); при длительном лечении этим пациентам следует регулярно проводить рентгенологическое или ультразвуковое исследование почек и мочевыводящих путей. В случае развития признаков дефицита витамина B6 у больных с ревматоидным артритом, а также если симптомы данного дефицита не проходят самостоятельно, дополнительно назначают витамин B6 в дозе 25 мг/сут.
Медленное, постепенное повышение дозы пеницилламина позволяет уменьшить частоту некоторых побочных реакций. В случае развития на фоне лечения высокой температуры, поражения лёгких, печени, выраженных гематологических или неврологических нарушений, миастении, гематурии, волчаночноподобных реакций или других тяжёлых побочных реакций пеницилламин отменяют и при необходимости назначают ГКС. В случае развития изолированной протеинурии, если она не нарастает и не превышает 1 г/сут, лечение пеницилламином продолжают, в иных случаях его отменяют.

## Лекарственное взаимодействие
Препараты железа уменьшают абсорбцию пеницилламина и ослабляют его терапевтический эффект.
Пеницилламин усиливает нейротоксическое действие изониазида.
При одновременном применении с пеницилламином возможно снижение уровня дигоксина в плазме крови.